# Hermann Steingüber
Hermann Traugott Steingüber (* im 18. oder 19. Jahrhundert; † im 19. oder 20. Jahrhundert) war ein deutscher Weber und Politiker.

## Leben
Steingüber machte eine Weberlehre. Er war ein Jugendfreund von Karl Wartenburg und später Redakteur in Gera. In der Märzrevolution war er „radikaler Führer der Freiheitsbewegung von 1848/49“ in Gera. Vom 29. August bis zum 21. Dezember 1849 war er Abgeordneter im Landtag Reuß jüngerer Linie. 